# Акан (озеро)
Озеро Акан (яп. 阿寒湖 [あかんこ]) — озеро, розташоване на сході Хоккайдо, на північ від міста Кушіро. Вся його територія входить до національного парку Акан-Машу та є основним туристичним центром східного Хоккайдо. Це п'яте за величиною прісноводне озеро Хоккайдо.

## Опис

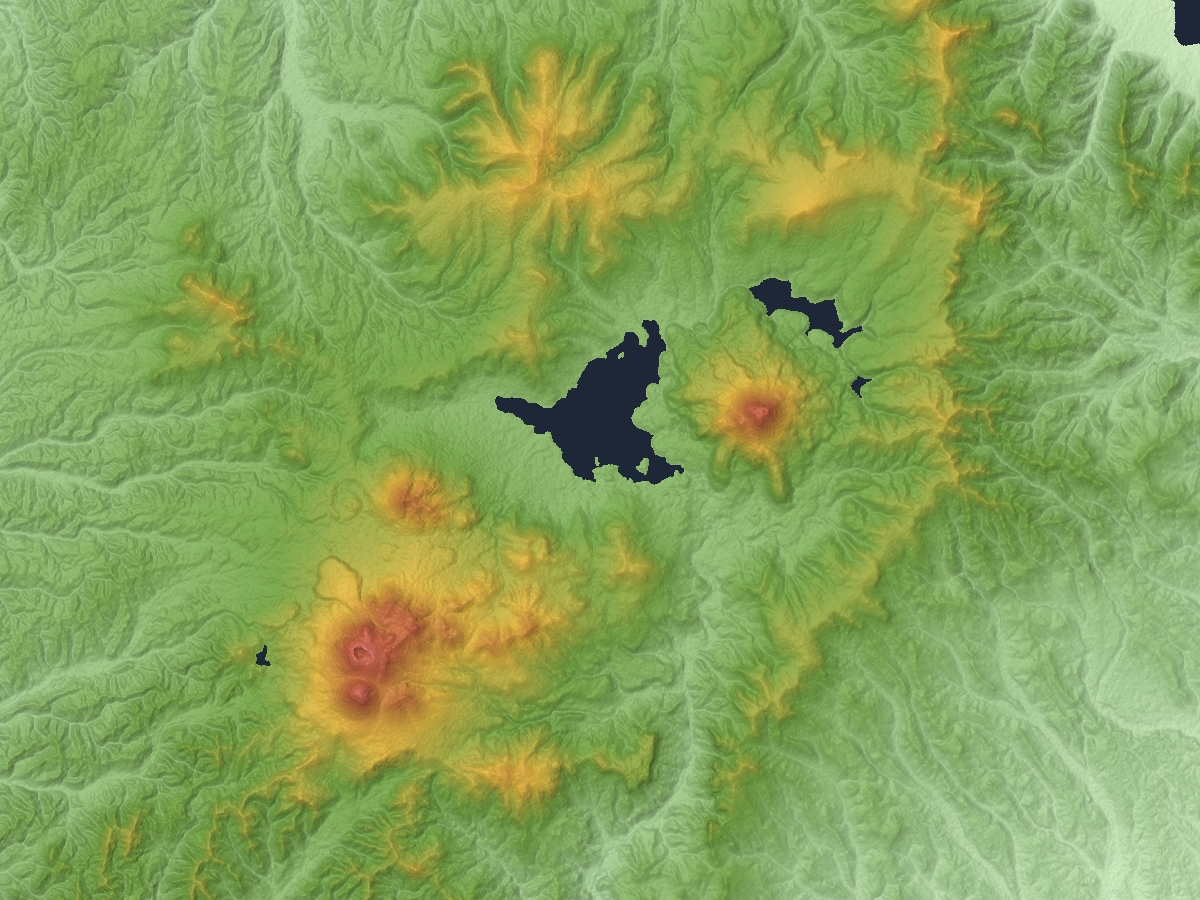
Топографічна карта кальдери Акан
Гора Окандаке знаходиться в центрі праворуч.
Внизу зліва гора Мікандаке

Озеро є домівкою для марімо, особливої природної пам'ятки, та лосося хімемасу, резидентної (не пов'язаної з сушею) різновидності нерки. Взимку все озеро замерзає, і зимові види спорту, такі як риболовля на вакасагі,  катання на ковзанах і снігоходах, є популярними, а також проводяться такі заходи, як Фестиваль льоду на озері Акан і Зимове вогнище (Фуюкабі). Навколишня територія вкрита густими змішаними хвойними лісами з субальпійських хвойних порід, таких як ялина езо та сахалінська ялиця, та широколистяних змішаних хвойних лісів, таких як Quercus spp. Водяться бурі ведмеді, плямисті олені та інші тварин.
У листопаді 2005 року воно стало водно-болотним угіддям, зареєстрованим відповідно до Рамсарської конвенції .

## Географія
Вона лежить на захід від гори Уаман і разом з Панкето на півночі і Пенкето на сході гори утворює тристороннє коло навколо підніжжя гори Уаман. Гора Акан, яка є аналогом гори Уакан, розташована приблизно за 9 км на південний захід від озера Акан. Як кальдерне озеро, воно має пологий схил і невелику глибину.
- Острови: Біг-Айленд, Кодзіма, Чуулуй та Яітай. На острові Чуулуй є виставковий та оглядовий центр Marimo.
- Річки, що впадають: річка Івешібец, річка Кінетамбец, річка Чуулуй, річка Пончуулуй, річка Ширікомабецу тощо.
- Бере виток: річка Акан

### Клімат
Середньорічна температура дуже низька, лише 3,7 °C, а середня мінімальна температура в січні та лютому опускається нижче -17 °C.
|                            | Січнень | Лютий | Березень | Квітень | Травень | Червень | Липень | Серпень | Вересень | Жовтень | Листопад | Грудень | рік    |
| -------------------------- | ------- | ----- | -------- | ------- | ------- | ------- | ------ | ------- | -------- | ------- | -------- | ------- | ------ |
| Середня температура ( °C ) | -10.7   | -10.2 | -5,3     | 2.0     | 8.0     | 12.4    | 16.5   | 17.7    | 13.1     | 7.0     | 0,2      | -6,3    | 3.7    |
| Опади ( мм )               | 65.1    | 52,0  | 77,0     | 98,9    | 95.8    | 80.2    | 94.5   | 149.4   | 158.4    | 138.9   | 109,0    | 76.5    | 1207.3 |

Взимку озеро замерзає, але подекуди в ньому є тонкі крижані ополонки діаметром від одного до шести метрів. Це явище відоме як «джерельні ополонки». Ополонки біля берега утворюються під дією гарячої джерельної води, що піднімається з дна озера. У відкритому морі бульбашки, що піднімаються на дно озера, викликають апвелінг, піднімаючи відносно холодну воду, яка накопичується на дні, на поверхню.
Крижані бульбашки, які заморожують озерну воду в пухирці ще до того, як вона вийде на поверхню, і надають їй красивий візерунок, також з'являються під час сезону замерзання.

## Дозвілля
- Острів Чуулуй - єдиний острів, на який можна висадитися на прогулянковому катері або моторному човні. На острові розташовані наглядачі з охорони природи Марімо.
- Острів Яйтай - Яйтаймосірі означає "густо лісистий". Це найменший острів в озері Акан і присвячений "Гірському Богу Білого Дракона" як божеству-охоронцю озера.

## Галерея

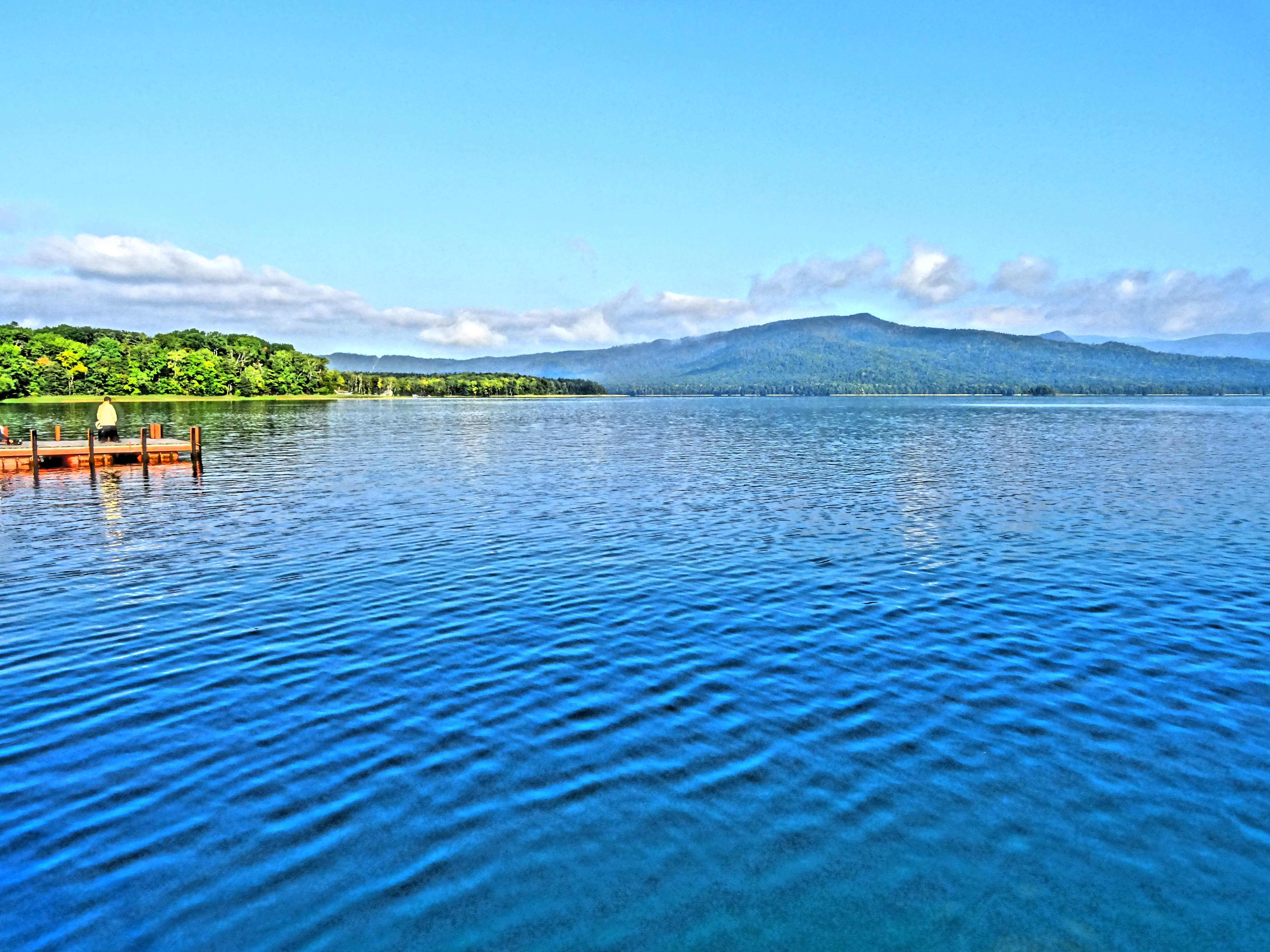
Озеро Акан і гора Аборо
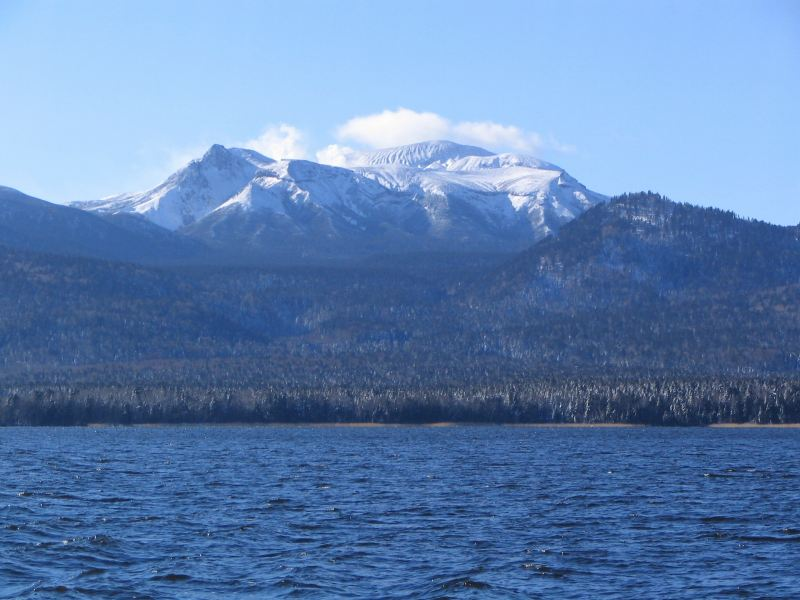
Озеро Акан і гора Меакандаке
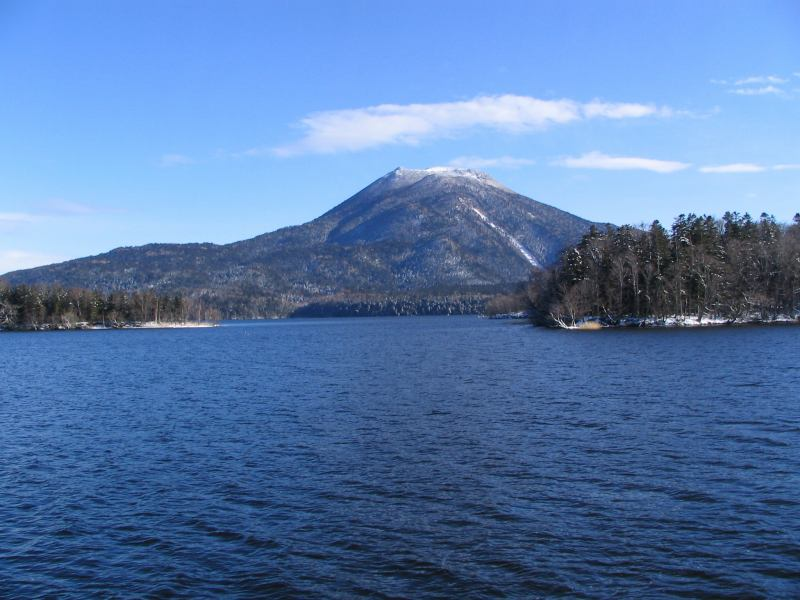
Озеро Акан і гора Окандаке на початку зими
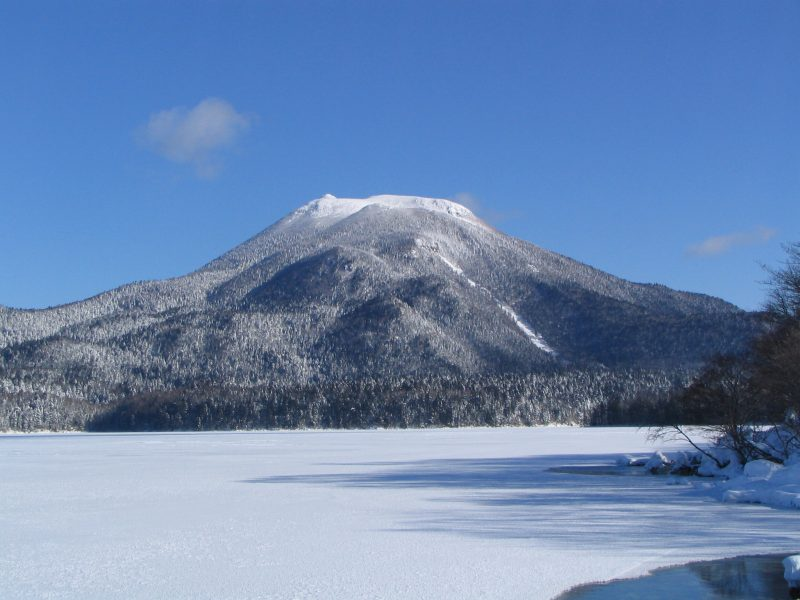
Замерзле озеро Акан і гора Окандаке взимку
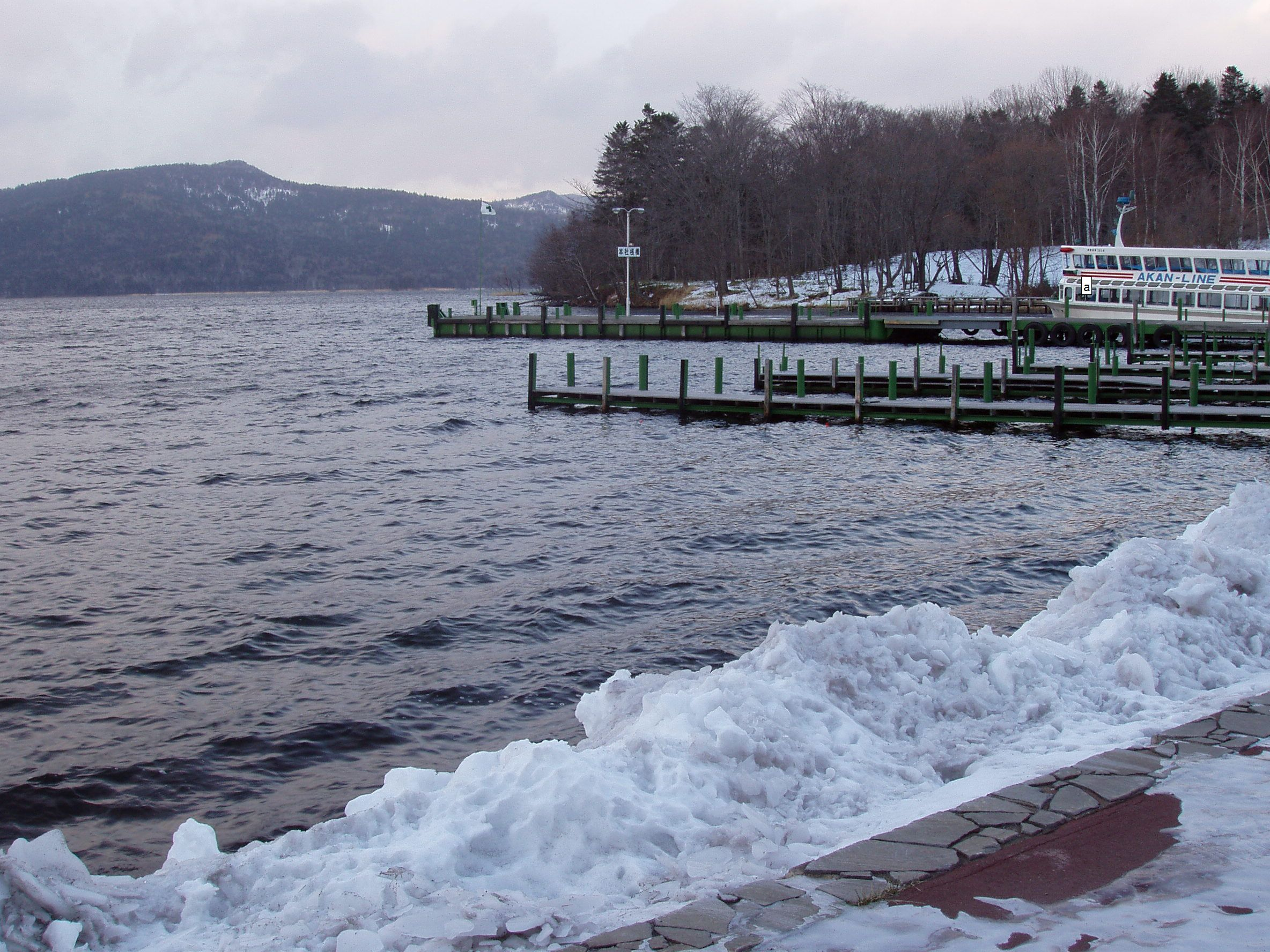
Грудень 2004
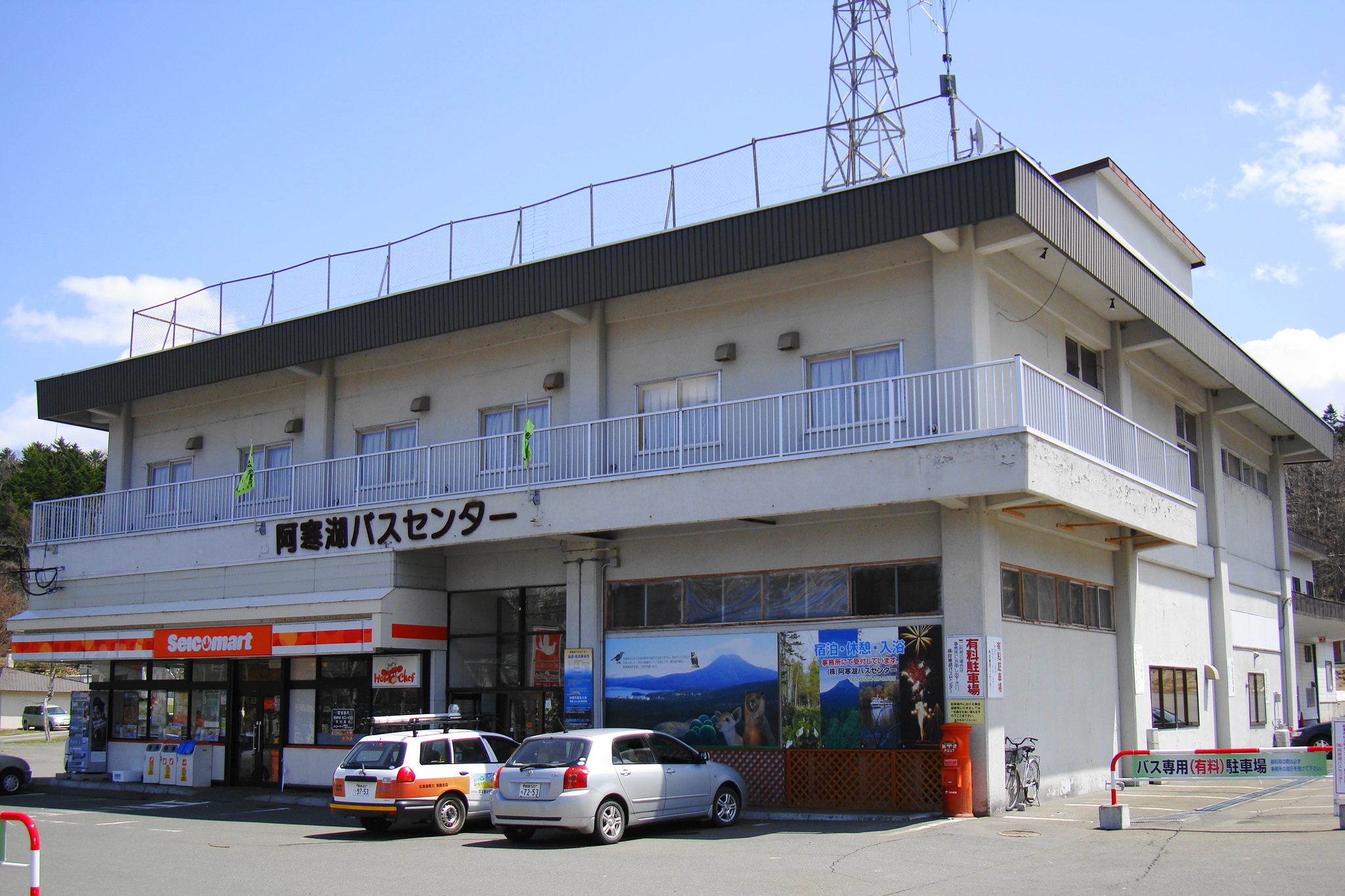
Автобусний центр Аканко

## Зовнішні посилання
- Японські вулкани Кальдера Акан – Національний інститут передових промислових наук і технологій Геологічної служби Японії
- Офіційний туристичний веб-сайт Кусіро/Акан
- Сад Маеди Іппо
- Рибальська кооперативна асоціація озера Акан